# Hlibów
Hlibów, pol. Chlebów (ukr. Глі́бів) – wieś w rejonie czortkowskim (do 2020 w rejonie husiatyńskim) obwodu tarnopolskiego Ukrainy.

## Historia
Osada szlachecka założona najprawdopodobniej ok. XVI wieku, położona w przedwojennym powiecie skałackim w województwie tarnopolskim.
W lipcu 1938 w Chlebowie poświęcono Dom Ludowy TSL im. Szczęsnego Koziebrodzkiego, mieszkańca tej miejscowości. Na początku 1939 ukończono budowę plebanii i kościoła. 
W 1939 r. wieś liczyła 2200 mieszkańców, z których połowę stanowili Polacy. W latach 1944–1945 nacjonaliści ukraińscy z OUN - UPA zamordowali tutaj 57 Polaków i 2 Rosjanki, nauczycielki.
W czasie okupacji niemieckiej mieszkający tutaj Ukraińcy Fedir i Kateryna Ilczyszynowie ukrywali Żydów, za co w 2014 roku Instytut Jad Waszem uhonorował ich tytułami Sprawiedliwych wśród Narodów Świata.